# Karl-Heinrich Bette
Karl-Heinrich Bette (* 10. Juni 1952 in Dortmund) ist ein deutscher Sportwissenschaftler. Seit 2002 ist er Professor an der Technischen Universität Darmstadt.
Er studierte Soziologie, Philosophie und Sportwissenschaft in Köln, Aachen und Urbana-Champaign. Er promovierte 1982 und habilitierte 1988 an der Deutschen Sporthochschule Köln. Von 1992 bis 2002 war er Professor für Sportwissenschaft an der Universität Heidelberg.
Bettes allgemeine Arbeitsschwerpunkte sind die Soziologie des Sports und des Körpers sowie die neuere soziologische Systemtheorie.

## Schriften (Auswahl)
- mit Felix Kühnle: Flitzer im Sport. Zur Sozialfigur des Störenfrieds. transcript, Bielefeld 2023, ISBN 978-3-8376-6682-3.
- Sporthelden. Spitzensport in postheroischen Zeiten. transcript, Bielefeld 2019, ISBN 978-3-8376-4633-7.

- mit Uwe Schimank: Die Dopingfalle: Soziologische Betrachtungen. transcript, Bielefeld 2015, ISBN 978-3-89942-537-6.
- mit Felix Kühnle und Ansgar Thiel: Dopingprävention: Eine soziologische Expertise. transcript, Bielefeld 2014, ISBN 978-3-8376-2042-9.
- Sportsoziologische Aufklärung. transcript, Bielefeld 2011, ISBN 978-3-8376-1725-2.
- Sportsoziologie. transcript, Bielefeld 2010, ISBN 978-3-8376-1407-7.
- Körperspuren. Zur Semantik und Paradoxie moderner Körperlichkeit. 2. Auflage. transcript, Bielefeld 2005, ISBN 3-89942-423-9.
- X-treme. Zur Soziologie des Abenteuer- und Risikosports. transcript, Bielefeld 2004, ISBN 3-89942-204-X.
- Systemtheorie und Sport. Suhrkamp, Frankfurt am Main 1999, ISBN 3-518-28999-3.